# Klin
 Denne artikel omhandler den russiske by Klin. Opslagsordet har også en anden betydning, se klinal variation.
Klin (russisk: Клин, tr. Klin) er en by på 79.075(pr. 2016) indbyggere beliggende ved floden Sestra i Moskva oblast ca. 85 km nordvest for Moskva. Hovedvejen M10, der forbinder Moskva og Sankt Petersborg og jernbanestrækning Moskva-Sankt Petersborg, går gennem byen. Under den kolde krig var Klin hjemsted for luftbasen Klin luftbase.
Klin har et større bryggeri, der laver øl under mærket Klinskoje. Et lokalt fodboldhold kaldet Khimik spiller i Moskva oblast divisionen.
Bedst kendt er Klin for i en periode at have været Tjajkovskijs hjemby.

## Historie
Klin blev første gang nævnt i 1317. I 1482 blev fyrstedømmet Tver og herunder Klin lagt under Storfyrstendømmet Moskva. Mellem 1885 og 1893 boede og arbejdede den russiske komponist Tjajkovskij i Klin; det var i denne periode han skrev Tornerose og Nødeknækkeren. Under Slaget om Moskva i anden verdenskrig var Klin kortvarigt (23. november 1941 – 15. december 1941) besat af tyske invasionsstyrker og led stor skade under kampene. Byen er efterfølgende blevet genopbygget.
- Byvåben 1781
- Byvåben 1883

## Seværdigheder
- Tjajkovskijs tidligere hus der er omdannet til museum
- Dmitrij Mendelejevs gård
- Arkadi Gaidars hjemme-museum
- Et kloster fra det 1500-tallet
- En katedral fra 1712 i barok stil

## Gallery
- Udsigt ud over floden i den nordøstlige del af Klin.
- Hus fra Sovjettiden
- Plads med springvand, fra Sovjettiden
- Tjajkovskijmuseum, om sommeren
- Tjajkovskijmuseum, om vinteren
- Hus på Leningradgade